# Liste der Monuments historiques in Capian
Die Liste der Monuments historiques in Capian führt die Monuments historiques in der französischen Gemeinde Capian auf.

## Liste der Objekte
| Bezeichnung              | Beschreibung                           | Standort                         | Kennzeichnung | Schutzstatus | Datum | Bild |
| ------------------------ | -------------------------------------- | -------------------------------- | ------------- | ------------ | ----- | ---- |
| Zwei Altäre mit Retabeln | Holz, Ende des 17. und 19. Jahrhundert | in der Kirche St-Saturnin (Lage) | PM33001308    | Inscrit      | 1978  |      |
| Kanzel                   | Holz, 17. und 19. Jahrhundert          | in der Kirche St-Saturnin (Lage) | PM33001307    | Inscrit      | 1978  |      |